# Đào bánh xe
Đào bánh xe (danh pháp khoa học: Rhaphiolepis indica) là loài thực vật có hoa trong họ Hoa hồng. Loài này được (L.) Lindl. ex Ker miêu tả khoa học đầu tiên năm 1820.

## Hình ảnh

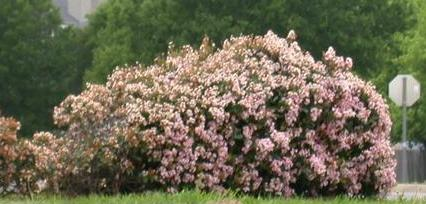
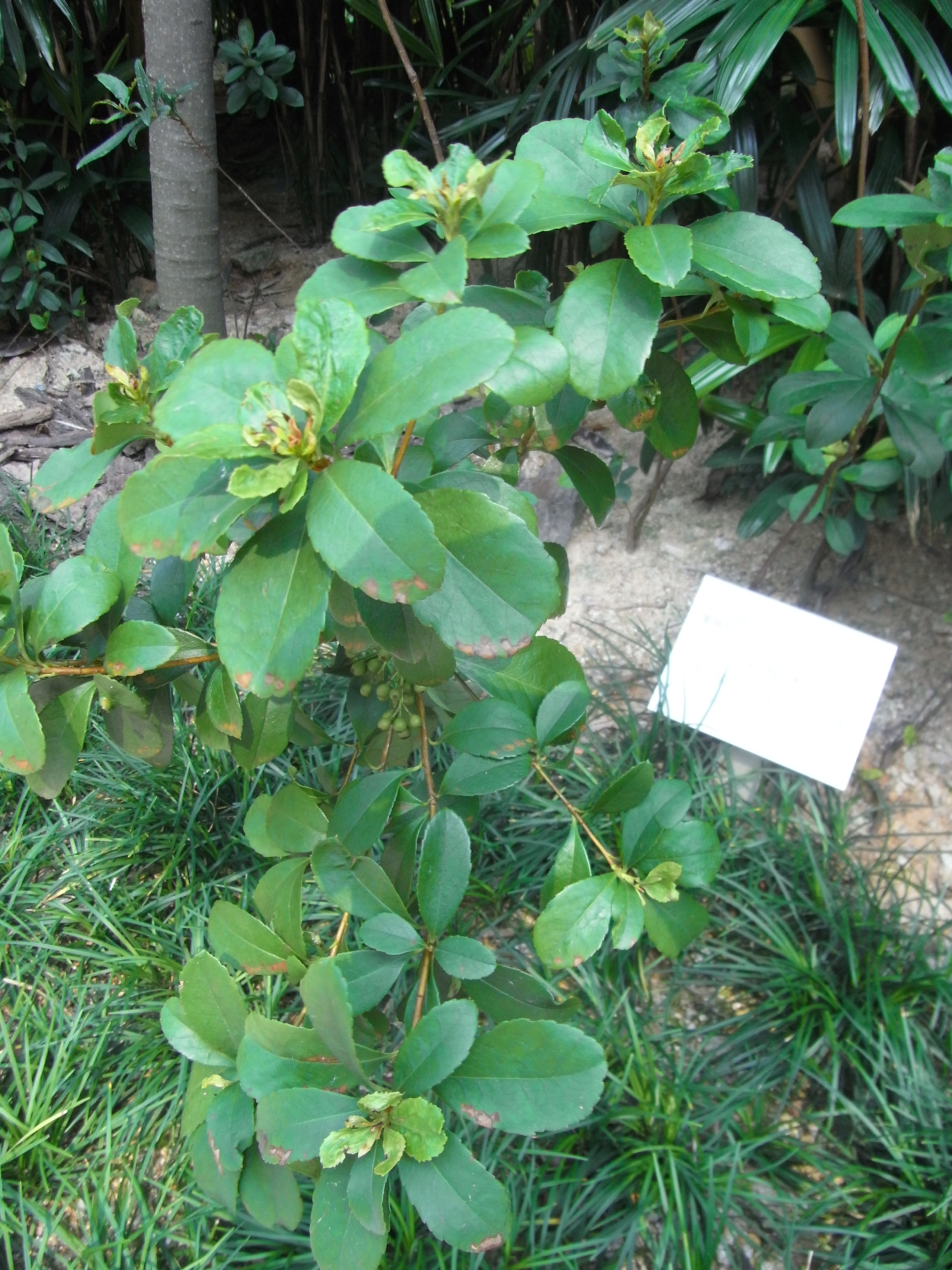
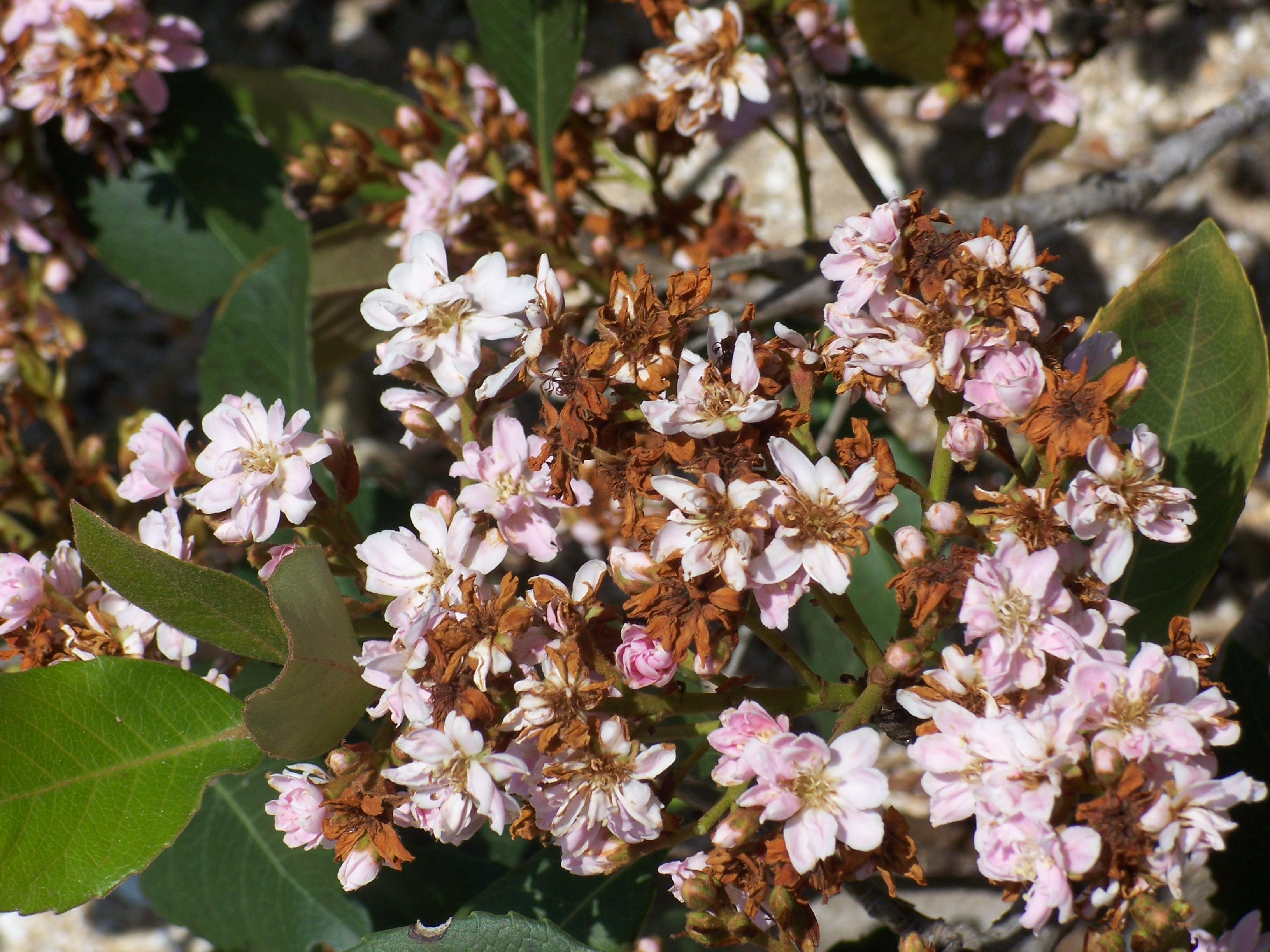
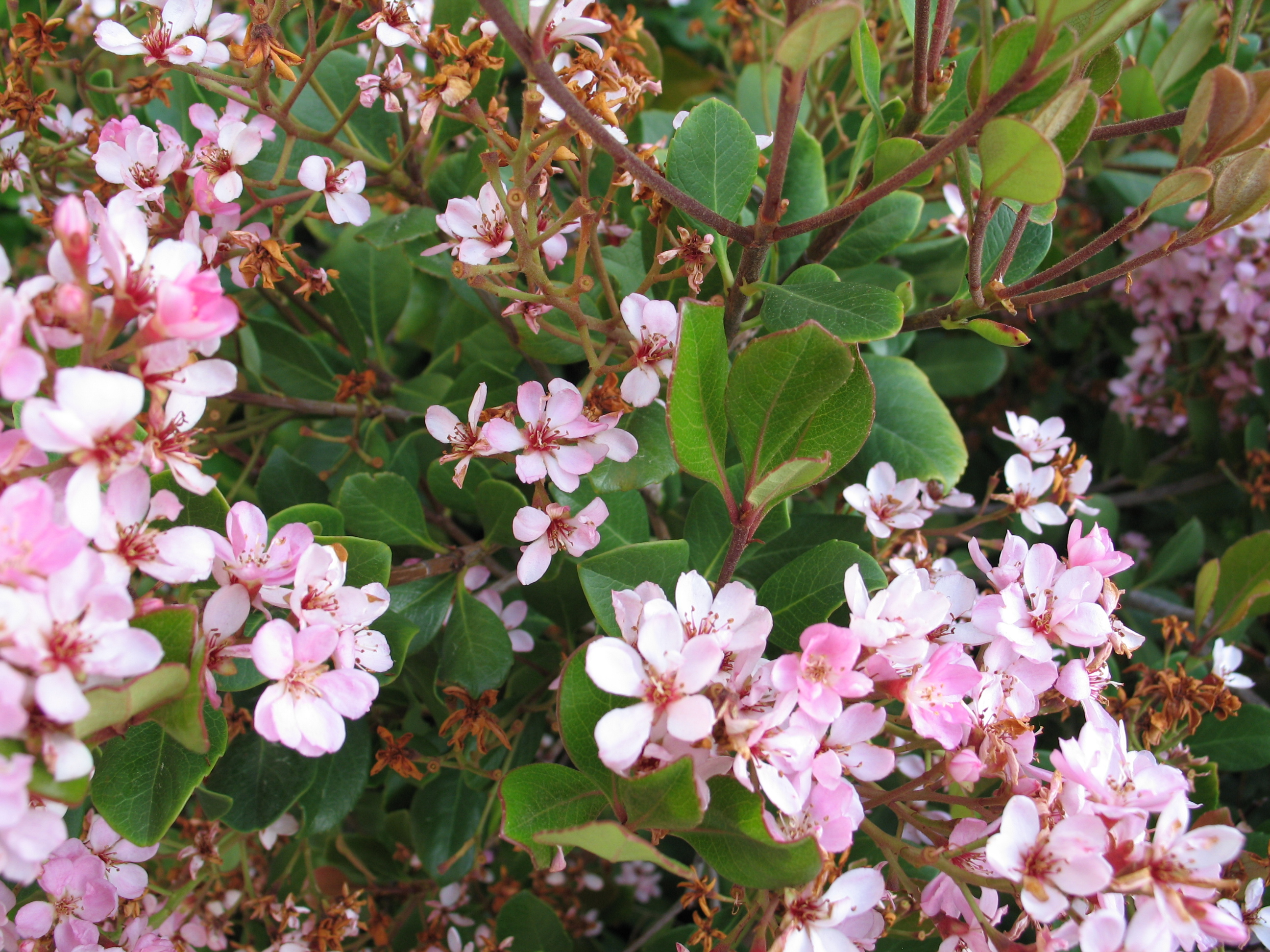